# Louis-Émile Bertin

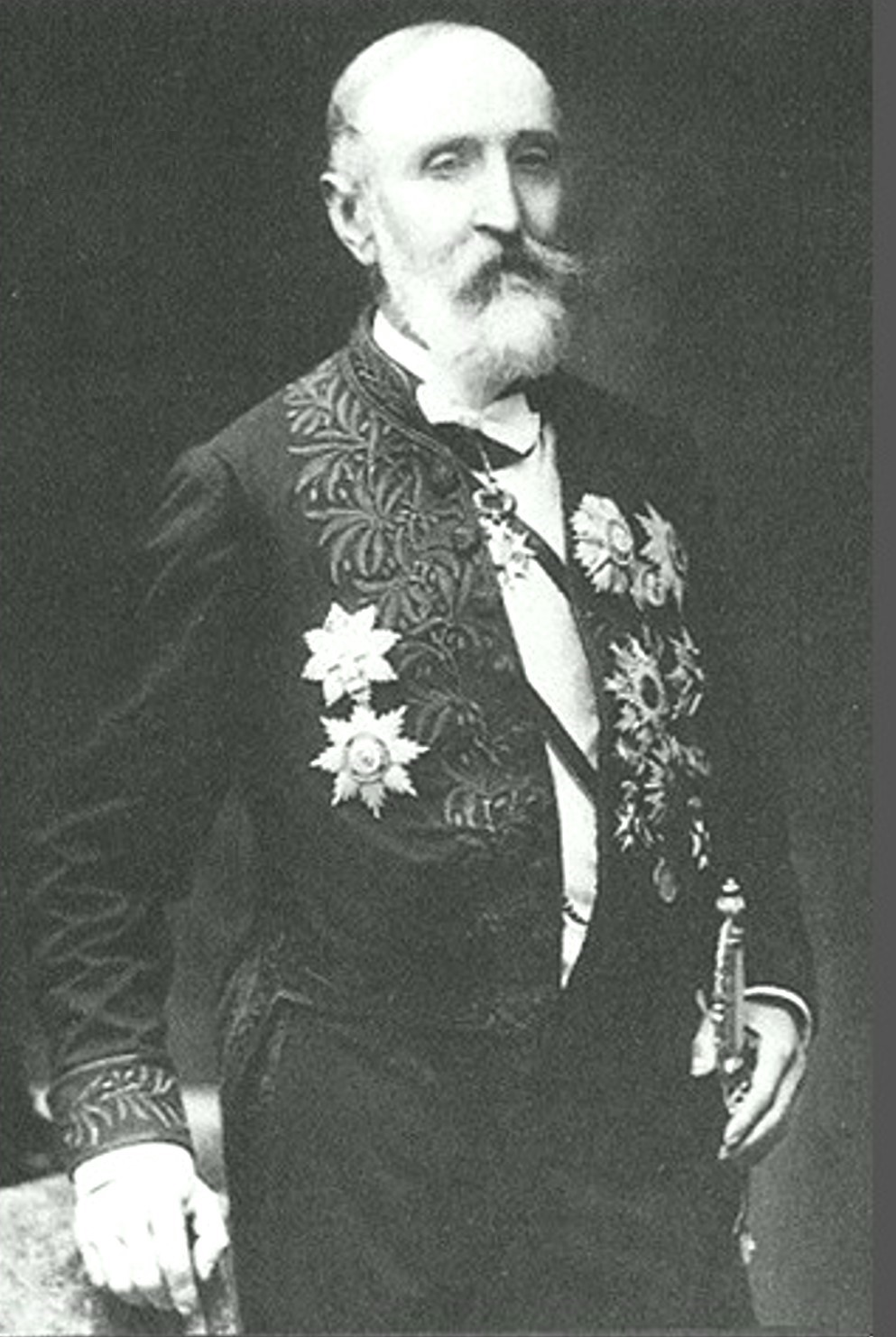
Louis-Émile Bertin

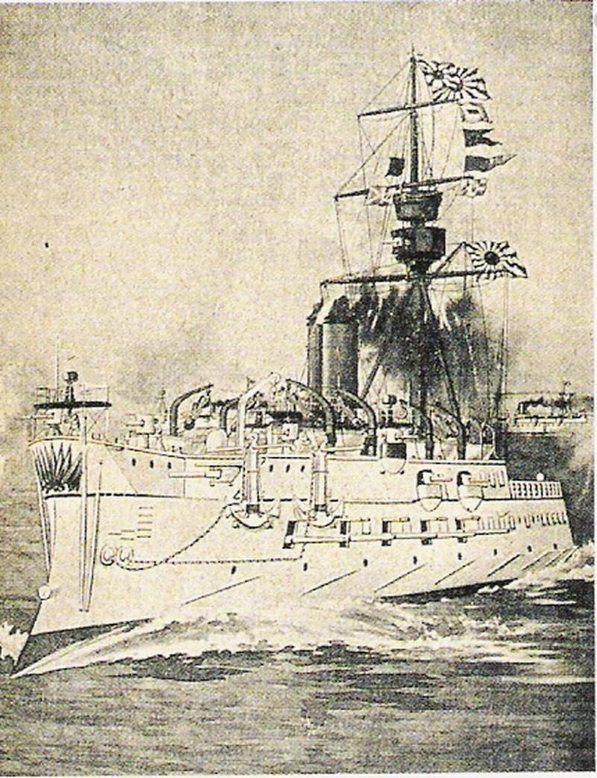
„Matsushima“

Louis-Émile Bertin (geboren 23. März 1840 in Nancy (Frankreich); gestorben 22. Oktober 1924 in La Glacerie, Département Manche) war ein französischer Wissenschaftler, Schiffbauingenieur und Erfinder.

## Leben und Werk
Louis-Émile Bertin wurde an der École polytechnique in Paris ausgebildet. Er wurde schnell international bekannt als begabter Schiffsbauer. So erzielte er hervorragende Ergebnisse durch die Entwicklung von Schiffsbelüftungssystemen, Pendelstabilisatoren, Durchschusssperren und Überschwemmungsschutzräumen und trug weltweit zur Entwicklung der Schiffbautechnologie bei.
Im Jahr 1885 wurde Bertin als „Vertragsausländer“ der Marine nach Japan eingeladen, wo er vier Jahre lang als Marineberater tätig war und bei der Planung, Konstruktion und dem Bau von Kriegsschiffen beratend zur Seite stand und so zur Modernisierung der japanischen Marine beitrug. Vor dem Japanisch-Chinesischen Krieg 1895 entwarf er die drei Kreuzer Matsushima (松島), Itsukushima (厳島) und Hashidate (橋立), das Schnellmeldeschiff Yaeyama (八重山) und den Kreuzer Chiyoda (千代田), die in der Lage waren, der chinesischen Marine während der Schlacht am Gelben Meer sowohl an Artillerie als auch an Geschwindigkeit überlegen entgegenzutreten. Als Ergebnis wurden fünf Qing-Schiffe, darunter die in Deutschland gebauten Schiffe Dingyuan (定遠) und Zhenyuan (鎮遠), zerstört.
Zusätzlich zum Kriegshafen Yokosuka schlug Bertin den Bau von Arsenalen in Kure und Sasebo vor und setzte ihn um. Nach seiner Rückkehr nach Japan wurde er 1890 Schiffsingenieur 1. Klasse in Toulon und diente 1895 als Direktor des Technischen Büros des Marineministeriums. Er stellte sein Talent in Bereichen wie Jura und Geschichte unter Beweis und promovierte 1871 zum Doktor der Rechtswissenschaften. 1896 gewann sein Buch „Les Grandes Guerres civiles du Japon“ den Preis der Académie française. 1903 wurde er Mitglied der Académie des sciences, 1905 ging er in den Ruhestand.
Die japanische Regierung verlieh Bertin 1895 den Orden des Heiligen Schatzes 1. Klasse. 1933 wurde ein Leichter Kreuzer nach ihm Émile Bertin benannt.